# Petra Nows
Petra Nows (* 23. Juni 1953 in Duisburg) ist eine deutsche Schwimmerin und Olympiateilnehmerin. Die 1,77 m große und 75 kg schwere Athletin startete für den Duisburger SV 98 und Blau-Weiß Bochum.
Bei den Olympischen Spielen 1972 in München startete sie über 200 m Brust und belegte in 2:43,38 min einen respektablen 5. Platz (für eine Medaille hätte sie genau eine Sekunde schneller sein müssen).
Ihr Erfolgsjahr war das Jahr 1973, als sie nicht nur Deutsche Meisterin über 100 und 200 m Brust wurde, sondern auch mit Erfolg an den Weltmeisterschaften in Belgrad teilnahm. Sie konnte sich bei den Einzelwettkämpfen über 100 und 200 m Brust jeweils für das Finale qualifizieren und gewann Bronze über 4 × 100 m Lagen (Team: Angelika Grieser, Petra Nows, Gudrun Beckmann und Jutta Weber). Gold und Silber gingen an die Teams aus der DDR und den USA.